# Gäddtjärnen (Överluleå socken, Norrbotten)
Gäddtjärnen är en sjö i Bodens kommun i Norrbotten och ingår i Luleälvens huvudavrinningsområde.